# Li Zongyu
Li Zongyu (chinesisch 李宗禹, Pinyin Li Zongyu; * 27. Mai 2003) ist eine chinesische Tennisspielerin.

## Karriere
Li spielt hauptsächlich Turniere auf der ITF Women’s World Tennis Tour, wo sie bislang fünf Titel im Einzel und sechs im Doppel gewinnen konnte.

## Turniersiege

### Einzel
| Nr. | Datum            | Turnier             | Kategorie | Belag     | Finalgegnerin         | Ergebnis      |
| --- | ---------------- | ------------------- | --------- | --------- | --------------------- | ------------- |
| 1.  | 7. November 2021 | Scharm asch-Schaich | ITF W15   | Hartplatz | Elena-Teodora Cadar   | 6:4, 6:2      |
| 2.  | 28. August 2022  | Monastir            | ITF W15   | Hartplatz | Wei Sijia             | 6:4, 6:3      |
| 3.  | 6. November 2022 | Scharm asch-Schaich | ITF W15   | Hartplatz | Jekaterina Schalimowa | 6:3, 6:2      |
| 4.  | 16. Juli 2023    | Naiman              | ITF W25   | Hartplatz | You Xiaodi            | 6:4, 6:2      |
| 5.  | 28. Juli 2024    | Naiman              | ITF W35   | Hartplatz | Liu Fangzhou          | 4:6, 6:2, 6:4 |

### Doppel
| Nr. | Datum            | Turnier  | Kategorie | Belag     | Partnerin   | Finalgegnerinnen                        | Ergebnis         |
| --- | ---------------- | -------- | --------- | --------- | ----------- | --------------------------------------- | ---------------- |
| 1.  | 20. August 2022  | Monastir | ITF W15   | Hartplatz | Jiang Zijun | Bhuvana Kalva Jennifer Luikham          | 6:1, 6:2         |
| 2.  | 1. Februar 2025  | Antalya  | ITF W15   | Sand      | Li Yu-yun   | Astrid Brune Olsen Ena Koike            | 6:4, 4:6, [11:9] |
| 3.  | 8. Februar 2025  | Antalya  | ITF W35   | Sand      | Li Yu-yun   | Punnin Kovapitukted Yūki Naitō          | 6:3, 6:3         |
| 4.  | 15. Februar 2025 | Antalya  | ITF W35   | Sand      | Li Yu-yun   | Nicole Fossa Huergo Schibek Qulambajewa | 6:2, 2:6, [10:6] |
| 5.  | 1. März 2025     | Antalya  | ITF W35   | Sand      | Li Yu-yun   | Amina Anschba Yūki Naitō                | 6:3, 6:4         |
| 6.  | 10. Mai 2025     | Goyang   | ITF W35   | Hartplatz | Feng Shuo   | Hiromi Abe Ikumi Yamazaki               | 6:2, 7:5         |